# Murfreesboro Musicians
I Murfreesboro Musicians sono stati una franchigia di pallacanestro della WBA, con sede a Murfreesboro, nel Tennessee, attivi nel 2006.
Terminarono la stagione 2006 con un record di 12-10. Nei play-off persero in semifinale con i Rome Gladiators.

## Stagioni
| Stagione | Lega | Denominazione          | V  | P  | %    | Piazzamento | Play-off   |
| -------- | ---- | ---------------------- | -- | -- | ---- | ----------- | ---------- |
| 2006     | WBA  | Murfreesboro Musicians | 12 | 10 | 54,5 | 2º          | Semifinale |